# Pingasa subviridis
Pingasa subviridis  là một loài bướm đêm trong họ Geometridae.